# Graham Wood
Graham Wood, né le 24 juin 1936, est un joueur australien de hockey sur gazon. Il participe aux Jeux olympiques d'été de 1960 et aux Jeux olympiques d'été de 1964. En 1964, il remporte la médaille de bronze de la compétition.